# Examen Estatal Básico
El Examen Estatal Básico (en ruso: Основной Государственный Экзамен, ОГЭ) es el examen final para los cursos de educación general básica en Rusia. Sirve para evaluar los conocimientos adquiridos por los estudiantes durante 9 años de escolaridad y también se utiliza para la admisión a instituciones de educación vocacional secundaria (colegios y escuelas técnicas). Es una de las tres formas de la State Final Attestation (GIA). El Unified State Exam se realiza dos años más tarde por los estudiantes que se gradúan de la escuela secundaria, mientras que se lleva a cabo un examen separado para estudiantes con discapacidades.

## Procedimiento
El procedimiento para la realización del OGE está determinado por el "Procedimiento para la realización de la Atestación Estatal Final para los programas educativos de Educación General Básica". Las disposiciones clave de este documento son: 
1. El OGE consiste en cuatro exámenes: Lengua rusa, Matemáticas y dos asignaturas optativas.
2. Los estudiantes que no tienen deudas académicas y han completado el plan de estudios tienen permitido presentar el OGE.
3. Para ser admitidos al OGE, los estudiantes deben aprobar la entrevista final en lengua rusa, que se realiza el segundo miércoles de febrero y en días adicionales designados.

En 2021, los exámenes optativos del OGE fueron cancelados y reemplazados por una evaluación a nivel nacional en el formato del OGE para una asignatura optativa, realizada en las escuelas de los estudiantes. Esta evaluación no afectó la emisión de certificados ni las calificaciones finales. El OGE en lengua rusa y matemáticas se mantuvo en sus formatos originales.
En 2020, el examen no se llevó a cabo debido a la situación epidemiológica en el país. Las calificaciones finales se basaron en el rendimiento académico anual de los estudiantes.
En 2022, los exámenes se reanudaron en su formato anterior al COVID, con tareas más complejas en comparación con años anteriores. Esta decisión se tomó debido a la disminución de los casos de COVID-19 en 2022. 

## Formato
El formato del examen está relacionado con el Unified State Exam (USE). Las puntuaciones máximas para cada asignatura (a partir de 2025) son las siguientes:.
- Lengua ruso - 37 puntos.
- Matemáticas (19 en álgebra y 12 en geometría) - 31 puntos.
- Física - 39 puntos.
- Química (trabajo con un experimento real) - 38 puntos.
- Biología - 47 puntos.
- Geografía - 31 puntos.
- Estudios Sociales - 37 puntos.
- Historia - 37 puntos.
- Literatura - 42 puntos.
- Tecnologías de la información y las comunicaciones – 21 puntos.
- Idiomas extranjeros ( inglés, alemán, francés, español ) - 68 puntos.
- Lengua materna - 5 puntos.

La Certificación Final Estatal (GIA) para los graduados de 9.º grado se evalúa a nivel regional. Tras la realización exitosa de los exámenes, se otorgan certificados de educación general básica.
En el año académico 2018/19, se requería que los estudiantes de 9.º grado realizaran un total de cuatro exámenes finales: dos asignaturas obligatorias (lengua rusa y matemáticas) y dos asignaturas optativas elegidas de una lista aprobada..
En 2018 se introdujo un programa piloto para la parte oral del examen de lengua rusa, denominado oficialmente “Entrevista Oral Final en Lengua Rusa”. Aprobar este examen oral, junto con no tener calificaciones anuales inferiores a “satisfactorio”, es un requisito previo para la admisión al OGE principal.
| Asignatura                                             | Puntuación máxima | Calificación "2"                          | Calificación "3"                     | Calificación "4"                                                                     | Calificación "5"                                                                     | Puntuación recomendada para clases especializadas                                                                                     |
| ------------------------------------------------------ | ----------------- | ----------------------------------------- | ------------------------------------ | ------------------------------------------------------------------------------------ | ------------------------------------------------------------------------------------ | --- |
| Lengua rusa                                            | 37                | 0–14                                      | 15–22                                | 23–28 (at least 4 points for literacy based on criteria GK1–GK4; if less, grade "3") | 29–37 (at least 6 points for literacy based on criteria GK1–GK4; if less, grade "4") | 26 |
| Matemáticas                                            | 31                | 0–7 or 0–21 (with 0–1 points in geometry) | 8–14 (at least 2 points in geometry) | 15–21 (at least 2 points in geometry)                                                | 22–31                                                                                | Natural Sciences: 18 (at least 6 in geometry) Economics: 18 (at least 5 in geometry) Physics-Mathematics: 19 (at least 7 in geometry) |
| Física                                                 | 39                | 0–10                                      | 11–22                                | 23–34                                                                                | 35–39                                                                                | 31 |
| Química                                                | 38                | 0–9                                       | 10–20                                | 21–30                                                                                | 31–38                                                                                | 27 |
| Biología                                               | 47                | 0–12                                      | 13–25                                | 26–37                                                                                | 38–47                                                                                | 34 |
| Geografía                                              | 31                | 0–11                                      | 12–18                                | 19–25                                                                                | 26–31                                                                                | 23 |
| Estudios sociales                                      | 37                | 0–13                                      | 14–23                                | 24–31                                                                                | 32–37                                                                                | 29 |
| Historia                                               | 37                | 0–10                                      | 11–20                                | 21–29                                                                                | 30–37                                                                                | 26 |
| Literatura                                             | 42                | 0–15                                      | 16–25                                | 26–34                                                                                | 35–42                                                                                | 32 |
| Informática                                            | 21                | 0–4                                       | 5–10                                 | 11–15                                                                                | 16–21                                                                                | 14 |
| Idiomas extranjeros (Inglés, Alemán, Francés, Español) | 68                | 0–28                                      | 29–45                                | 46–57                                                                                | 58–68                                                                                | 55 |

### Matemáticas
A partir de 2024, el examen de Matemáticas se divide en dos módulos: el módulo de Álgebra y el módulo de Geometría. La puntuación mínima requerida para obtener un certificado es de 8 puntos. Los estudiantes deben obtener al menos 6 puntos en el módulo de Álgebra y al menos 2 puntos en el módulo de Geometría.
Por ejemplo, si un estudiante resuelve correctamente 7 ejercicios del módulo de Álgebra pero solo uno del módulo de Geometría, no se le otorgará la certificación final.
El examen consta de dos partes:
- Parte 1: Ejercicios en los que se debe proporcionar una única respuesta.
- Parte 2: Ejercicios que requieren respuestas detalladas y de carácter abierto.

La duración total del examen es de 235 minutos.

### Física
La Parte 1 del examen de Física incluye preguntas de opción múltiple (con una respuesta correcta), ejercicios de respuesta corta y ejercicios de emparejamiento en los que se deben asociar conceptos con los textos correspondientes. Uno de los ejercicios basados en texto forma parte de la Parte 2, en la que los estudiantes resuelven problemas, realizan un experimento de laboratorio y completan una tarea cualitativa que requiere una respuesta detallada. La duración del examen es de 180 minutos.

### Geografía
A partir de 2024, el examen de Geografía consta de 30 preguntas, que incluyen 27 ejercicios de opción múltiple y tres ejercicios de respuesta extendida (preguntas 12, 28 y 29). La duración del examen es de 150 minutos.

### Química
El examen de Química se divide en tres partes:
- Parte 1: 19 preguntas de opción múltiple.
- Parte 2: Dos ejercicios de cálculo utilizando fórmulas químicas, un ejercicio para construir una cadena de reacciones y redactar una ecuación iónica (corta), y un ejercicio de reacción redox.
- Parte 3: Parte experimental.

La duración del examen es de 180 minutos.

### Lengua Rusa
El examen de Lengua Rusa incluye preguntas de opción múltiple, ejercicios de respuesta completa, un ensayo y un resumen. La duración del examen es de 235 minutos. Los estudiantes escuchan un texto resumen a partir de una grabación de audio proporcionada en un disco adjunto a los materiales del examen. Desde 2018, se realiza además un examen oral de Lengua Rusa con una duración de 15 minutos.

### Informática
El examen de Informática consta de dos partes:
- Parte 1: Contiene 10 preguntas de respuesta corta.
- Parte 2: Incluye cinco ejercicios que se realizan en una computadora desconectada de Internet. En dos de estos ejercicios, los estudiantes pueden elegir entre diferentes tipos (por ejemplo, 13.1 o 13.2, y 15.1 o 15.2).

En 2022, el examen se realizó completamente en computadoras en Moscú y la región de Moscú. Desde 2023, algunas otras regiones también han adoptado la versión completamente informatizada del examen, conocida como KOGE. La duración del examen es de 150 minutos.

### Estudios sociales
A partir de 2019, el examen de Estudios Sociales consta de dos partes:
- Parte 1: Consta de 25 ejercicios.
  - Preguntas 1–20: Seleccionar la respuesta correcta entre cuatro opciones.
  - Pregunta 21: Comparar dos objetos o fenómenos sociales (indicando dos similitudes y dos diferencias).
  - Pregunta 22: Ejercicio de emparejamiento.
  - Preguntas 23 y 24: Evaluar la capacidad para trabajar con materiales estadísticos (diagramas o tablas).
  - Pregunta 25: Evaluar la capacidad para distinguir juicios evaluativos de enunciados fácticos.
- Parte 2: (Ejercicios 26–32) Evalúa las habilidades de análisis de textos y la capacidad para encontrar y aplicar información de un texto dado.

La duración del examen es de 180 minutos y no se permite el uso de materiales adicionales.

### Literatura
El examen de literatura consta de dos partes:
Parte 1: Incluye cuatro ejercicios:
- Ejercicios 1 y 2: Se basan en un fragmento de una obra literaria (épica, lírico-épica o dramática). En el Ejercicio 1 se presentan dos preguntas, pero el estudiante debe responder solo una. En el Ejercicio 2, el estudiante selecciona otro fragmento de la misma obra y responde a una de las dos preguntas.
- Ejercicio 3: Consiste en analizar un poema, presentándose dos preguntas de las cuales se elige una para responder.
- Ejercicio 4: Requiere comparar el poema del Ejercicio 3 con otro poema y responder a una pregunta basada en esta comparación.

Para todos los ejercicios se requieren respuestas detalladas, centradas en el análisis del texto sin distorsionar la intención del autor ni cometer errores lógicos, fácticos o lingüísticos. La extensión recomendada es de 3–5 oraciones para los Ejercicios 1–3 y de 5–8 oraciones para el Ejercicio 4. La puntuación máxima es de 6 puntos para los Ejercicios 1–3 y de 8 puntos para el Ejercicio 4.
Parte 2: Consiste en redactar un ensayo sobre un tema literario:
- El estudiante elige uno de cinco temas. El ensayo debe tener al menos 200 palabras (si tiene menos de 150, se otorgan 0 puntos). Debe abordar el tema por completo, incluir argumentos basados en el texto, evitar errores fácticos y lógicos, mantener la perspectiva del autor y utilizar correctamente los términos literarios. La puntuación máxima para el ensayo es de 13 puntos.

Además, el examen evalúa la competencia lingüística, otorgando hasta 6 puntos por gramática y estilo.
Durante el examen se permite el uso de textos completos de obras literarias y antologías de poesía. La duración total es de 235 minutos.

## Formularios en papel
El Examen Estatal Básico (OGE) utiliza varias hojas de respuestas estandarizadas para registrar las respuestas de los estudiantes:
- Hoja de Respuestas N.º 1: Se utiliza para registrar respuestas cortas. Los estudiantes deben completar campos específicos según cada ejercicio. Existen diferentes versiones según la asignatura (Matemáticas, Lengua Rusa, Estudios Sociales, Biología, Historia, Literatura, Química).
- Hoja de Respuestas N.º 2: Diseñada para respuestas detalladas y extendidas, consta de páginas con líneas para escribir respuestas completas a preguntas abiertas.
- Hoja de Respuestas Adicional N.º 2: Se proporciona cuando el estudiante requiere espacio extra adicional a la Hoja N.º 2; sigue el mismo formato pero se marca claramente como adicional.

### Estructura e Instrucciones para el Relleno[12]
Todas las hojas de respuestas deben completarse utilizando un bolígrafo de gel negro.

#### Hoja de Respuestas N.º 1
En la parte superior de la Hoja de Respuestas N.º 1, los estudiantes deben completar la siguiente información:
- Código de la Región, Código de la Institución Educativa, Clase (número y letra), Código del Centro de Exámenes y Número del Aula.
- Código de la Asignatura, Nombre de la Asignatura y Fecha del Examen (en formato DD-MM-AA).
- El estudiante debe firmar dentro de un recuadro designado.

Los estudiantes deben escribir su Apellido, Nombre y Patronímico en mayúsculas, colocando una letra por recuadro. Además, se registra la serie y número del documento de identificación (por ejemplo, pasaporte o acta de nacimiento) en los recuadros designados en la parte superior de la hoja.
Al completar las respuestas en la Hoja de Respuestas N.º 1, los estudiantes deben adherirse a un formato estricto de caracteres, mostrado en la parte superior de la hoja.
- Los números de los ejercicios están preimpresos, con una serie de recuadros alineados horizontalmente a la derecha de cada número.
- Cada letra, dígito o símbolo (incluyendo comas, puntos, guiones, etc.) debe escribirse en un recuadro separado.
- No se permite escribir múltiples símbolos en un mismo recuadro.

#### Corrección de Errores
Si un estudiante comete un error en la sección “Resultados de los Ejercicios con Respuestas Cortas”, no debe tachar la respuesta incorrecta. En caso de que una respuesta sea ilegible, incorrecta, contenga múltiples símbolos en un recuadro o se deje un recuadro vacío, el estudiante debe dejar la respuesta original sin cambios y registrar la respuesta correcta en la sección titulada “Corrección de Respuestas Erróneas para Ejercicios con Respuestas Cortas”.
En esta sección:
- Los números de los ejercicios no están preimpresos.
- Los estudiantes deben escribir el número del ejercicio en los dos primeros recuadros, seguido de un guion, y luego la respuesta correcta en los recuadros que siguen.

La Hoja de Respuestas N.º 1 es escaneada y calificada por una computadora. No seguir el formato especificado puede resultar en la interpretación incorrecta de los símbolos, haciendo que la respuesta sea marcada como errónea.

#### Hoja de Respuestas N.º 2
La Hoja de Respuestas N.º 2, utilizada para respuestas extendidas, tiene una estructura ligeramente diferente. En la parte superior, los estudiantes deben ingresar el Código de la Región, el Código de la Asignatura y el Nombre de la Asignatura, de forma similar a la Hoja N.º 1. Además, se incluyen campos adicionales como “Reserva – 5”, “Hoja de Respuestas N.º 2 (Página 2)” y “Número de Hoja”, completados en mayúsculas y en recuadros individuales.
Debajo de estos campos, hay una gran cuadrícula en blanco destinada a respuestas extendidas o soluciones detalladas.
- Los estudiantes deben continuar utilizando un bolígrafo de gel negro para todas las entradas.
- No es necesario mantener el formato estricto de caracteres utilizado en la Hoja N.º 1 en esta sección. En su lugar, se deben escribir las respuestas de forma clara y legible, siguiendo el diseño de la cuadrícula.
- Se debe indicar el número del ejercicio antes de comenzar la respuesta.
- No es necesario reescribir las instrucciones del ejercicio.

Después de completar la respuesta, cualquier espacio en blanco restante en la página debe rellenarse de forma ordenada para evitar manipulaciones. La letra “Z” es comúnmente utilizada para este propósito, aunque se acepta cualquier patrón consistente.

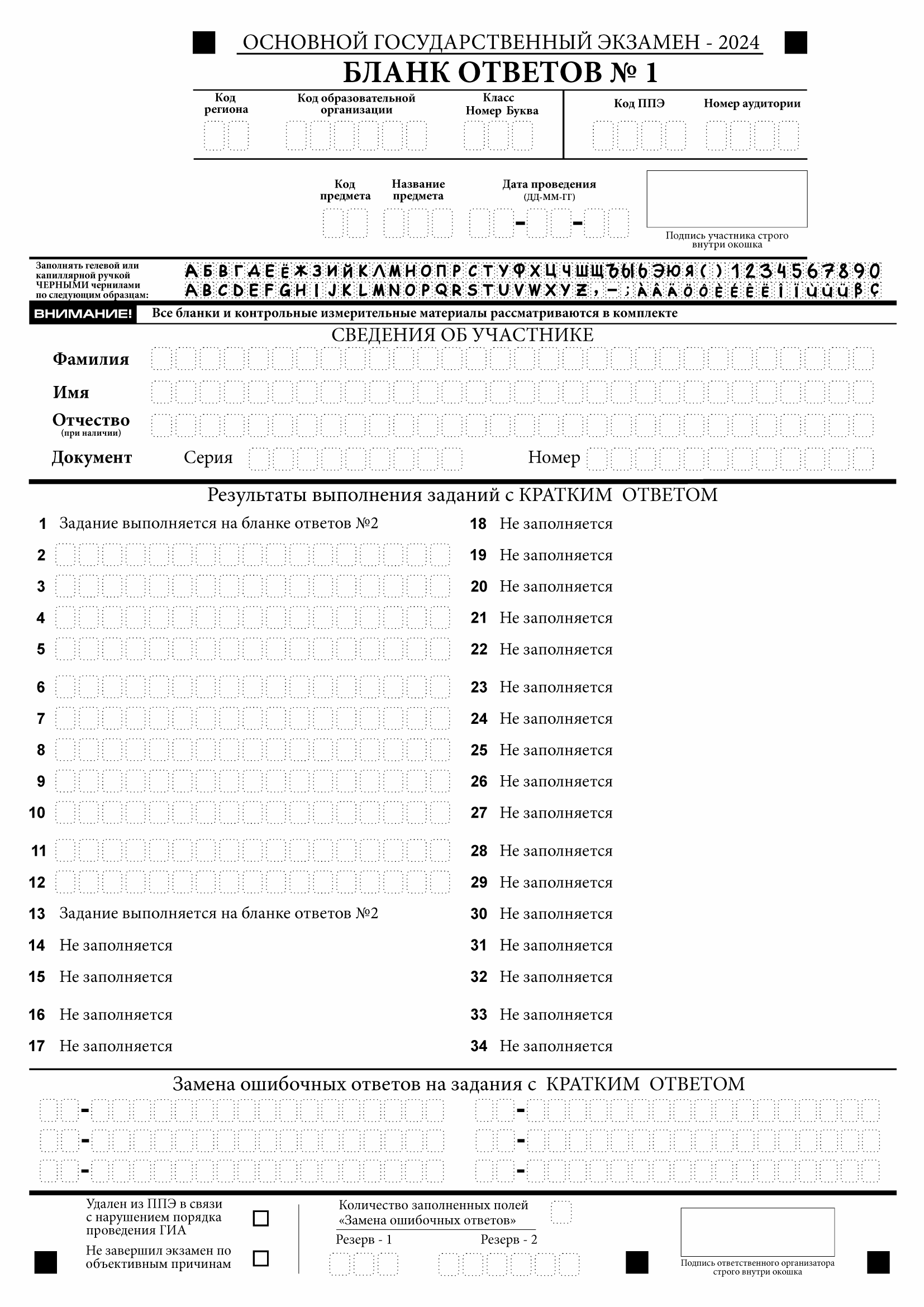
Hoja de Respuestas N.º 1 para Lengua Rusa
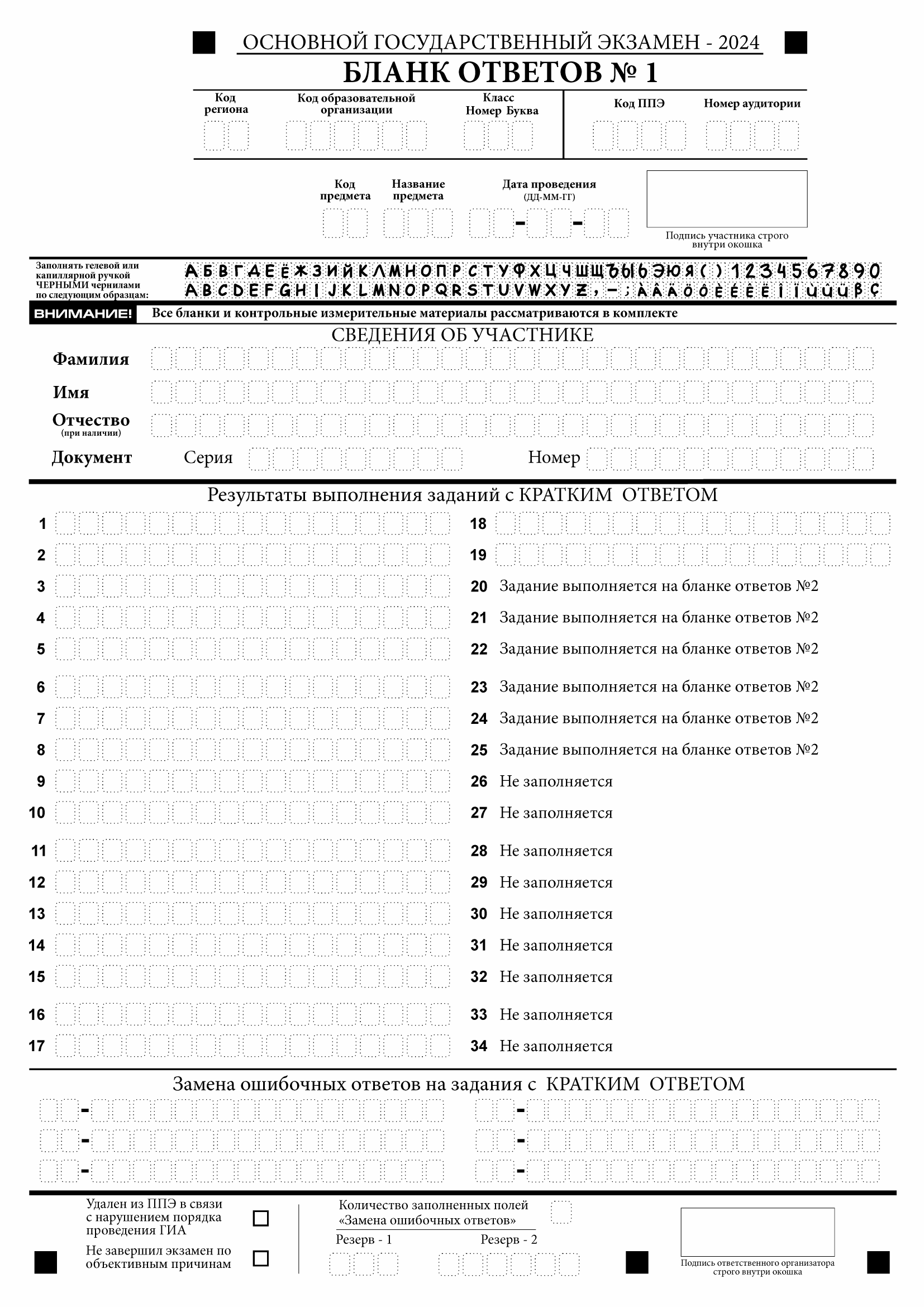
Hoja de Respuestas N.º 1 para Matemáticas
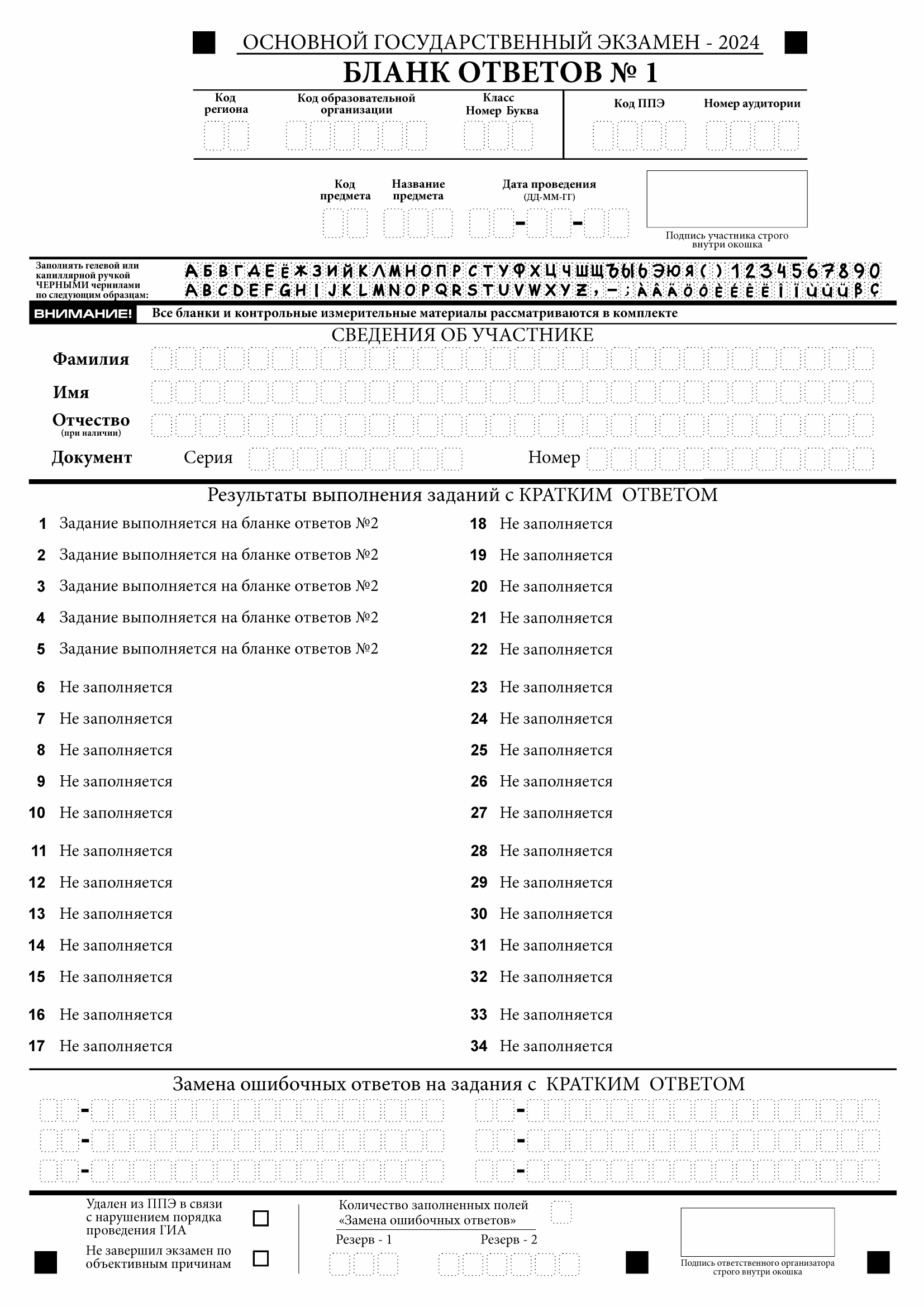
Hoja de Respuestas N.º 1 para Literatura
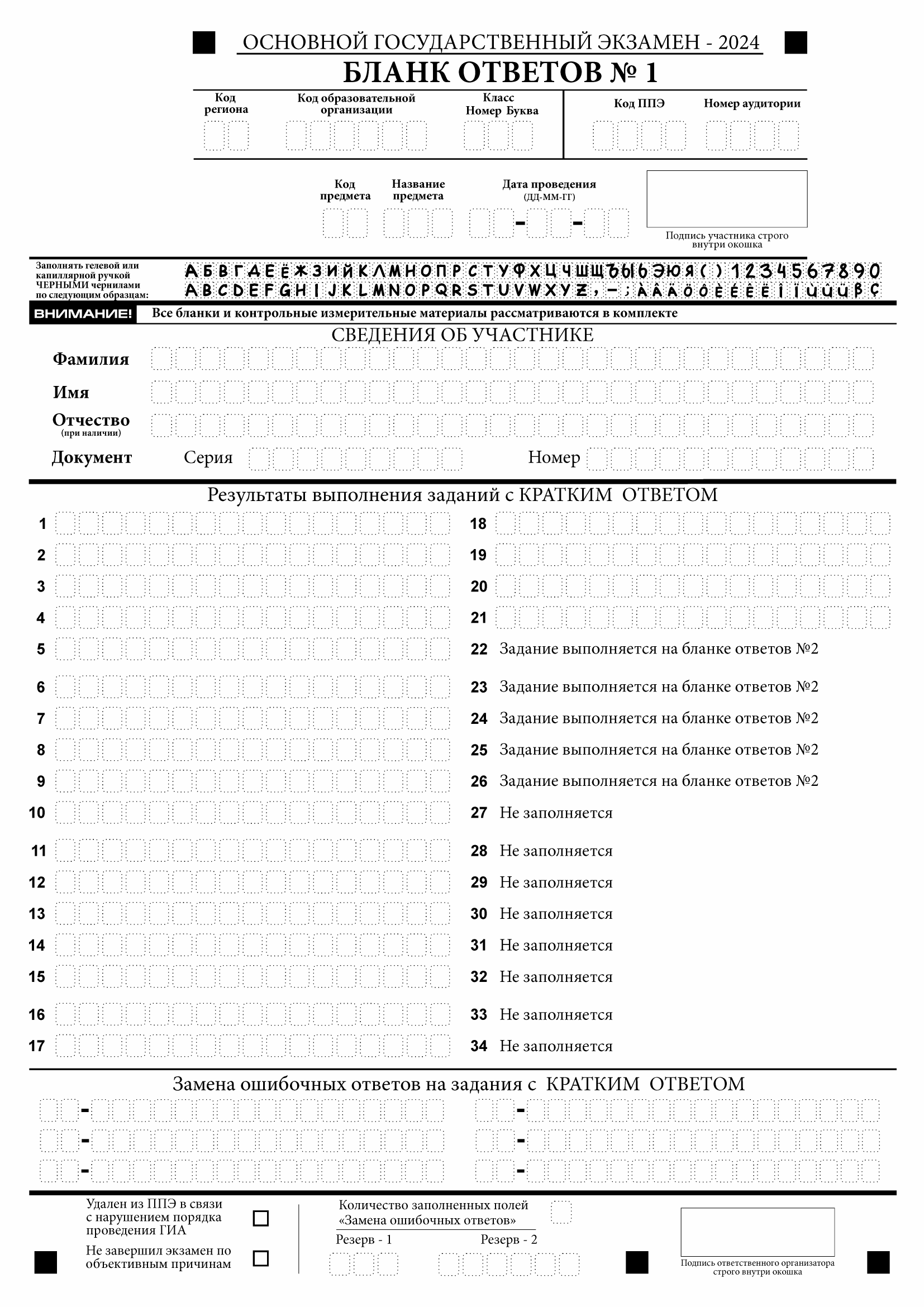
Hoja de Respuestas N.º 1 para Biología
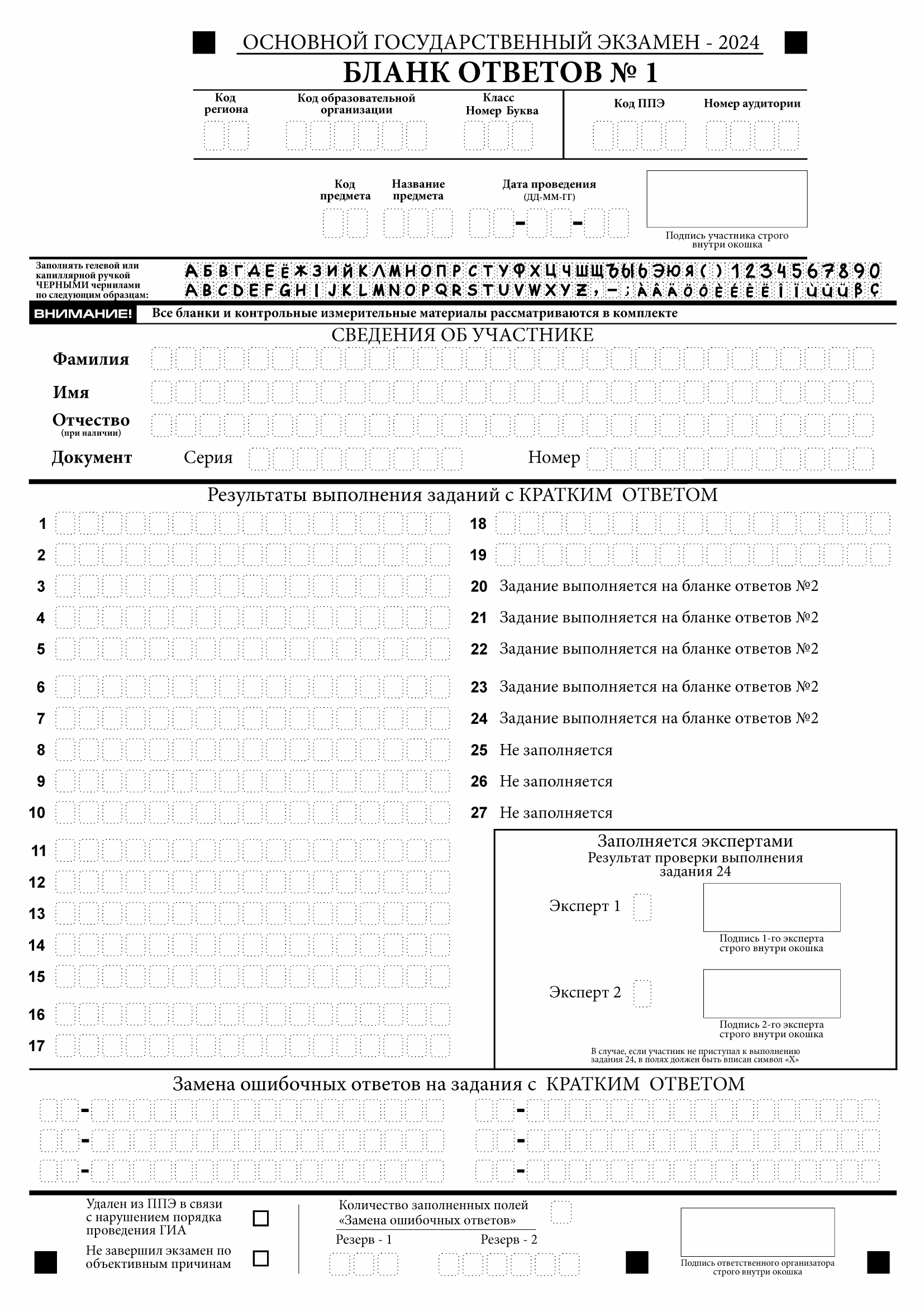
Hoja de Respuestas N.º 1 para Química
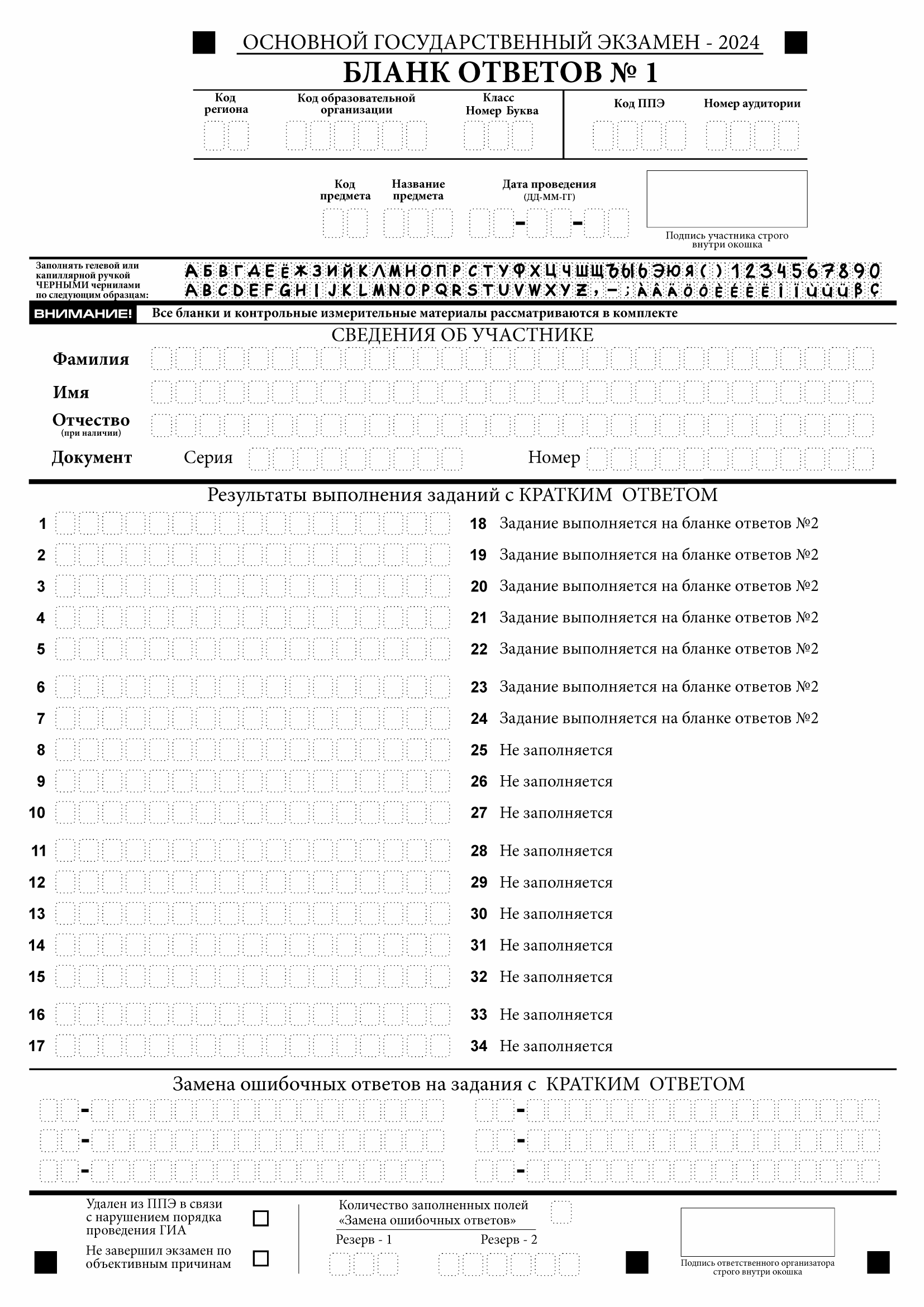
Hoja de Respuestas N.º 1 para Historia
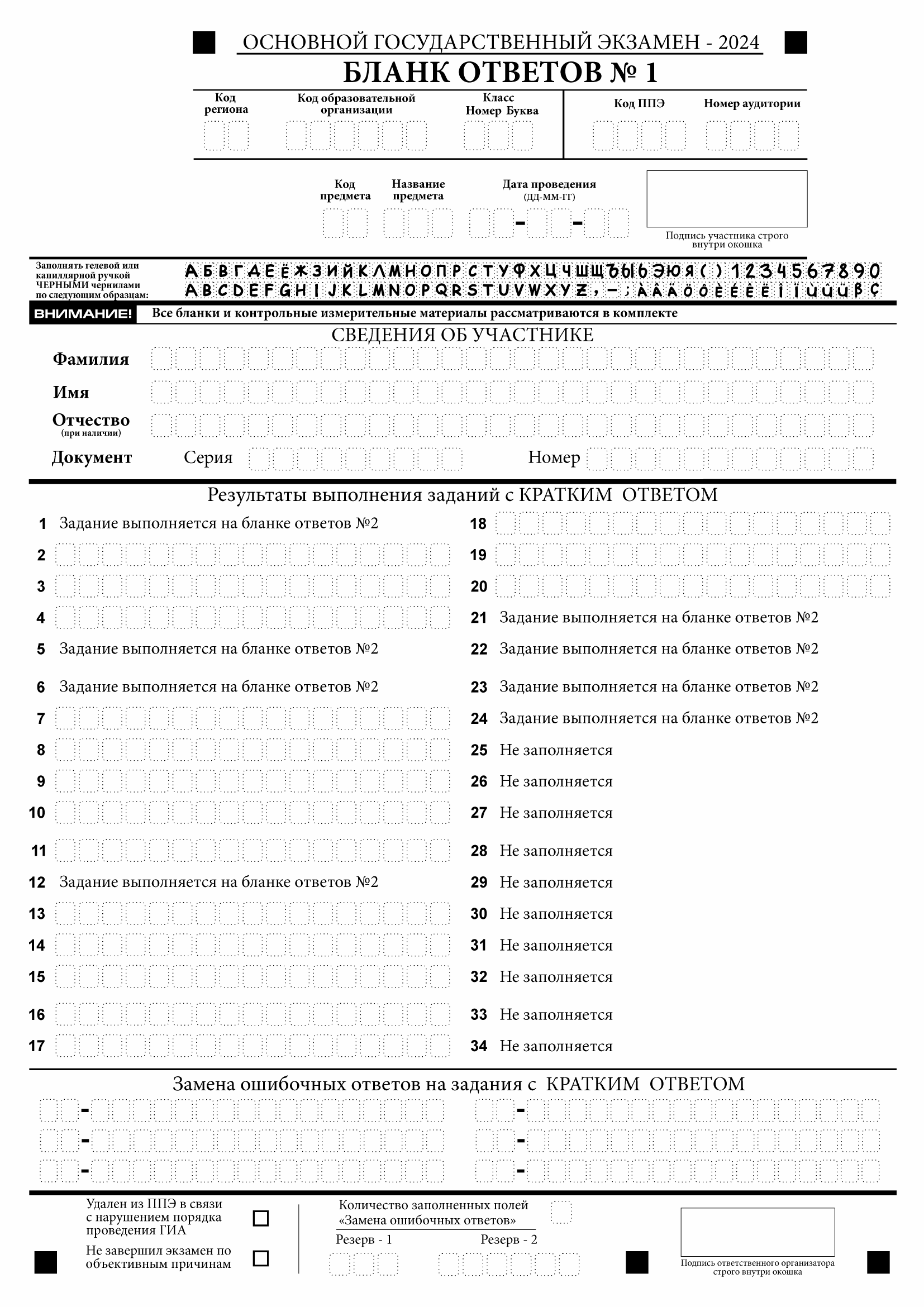
Hoja de Respuestas N.º 1 para Estudios Sociales
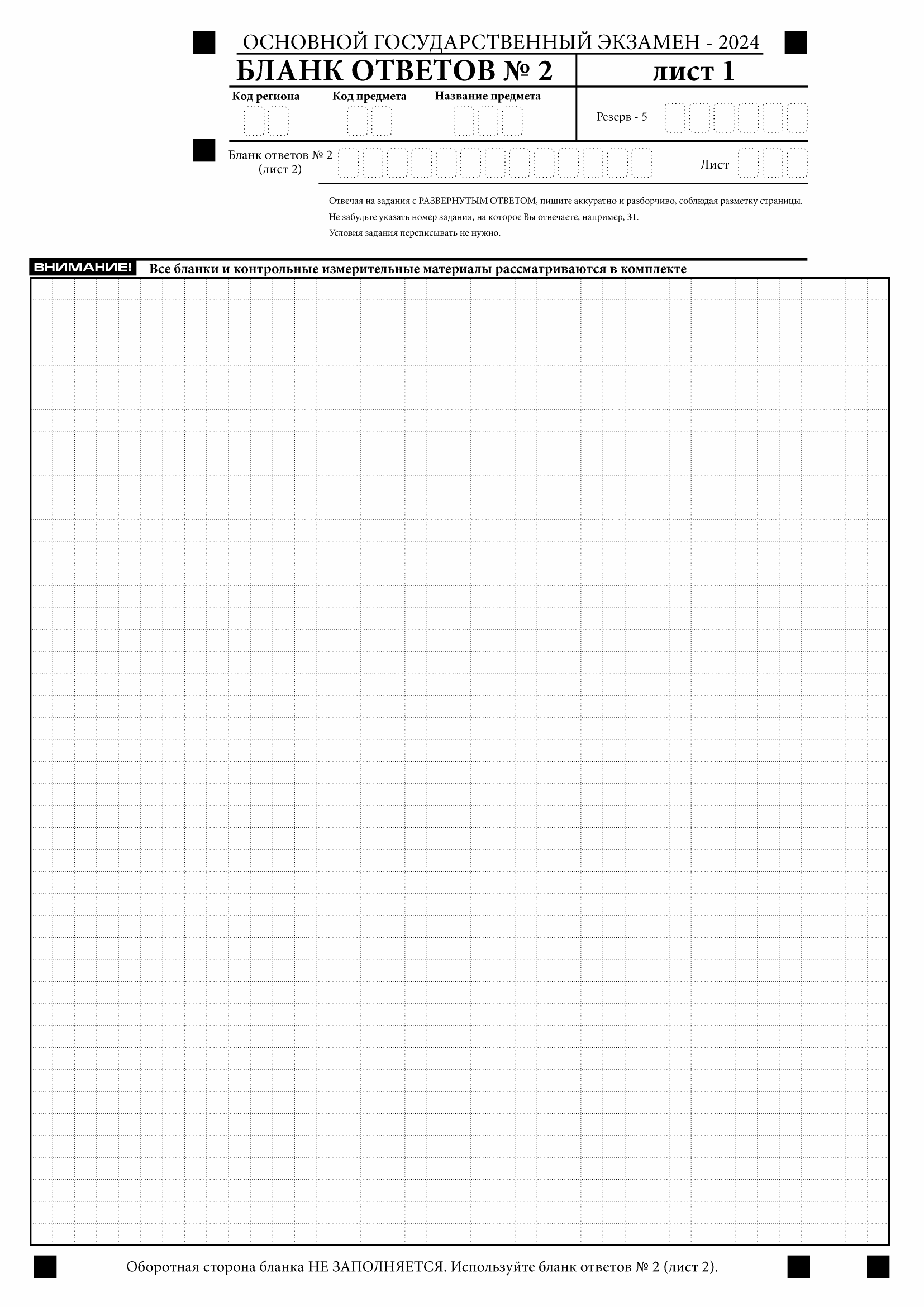
Hoja de Respuestas N.º 2, Página 1
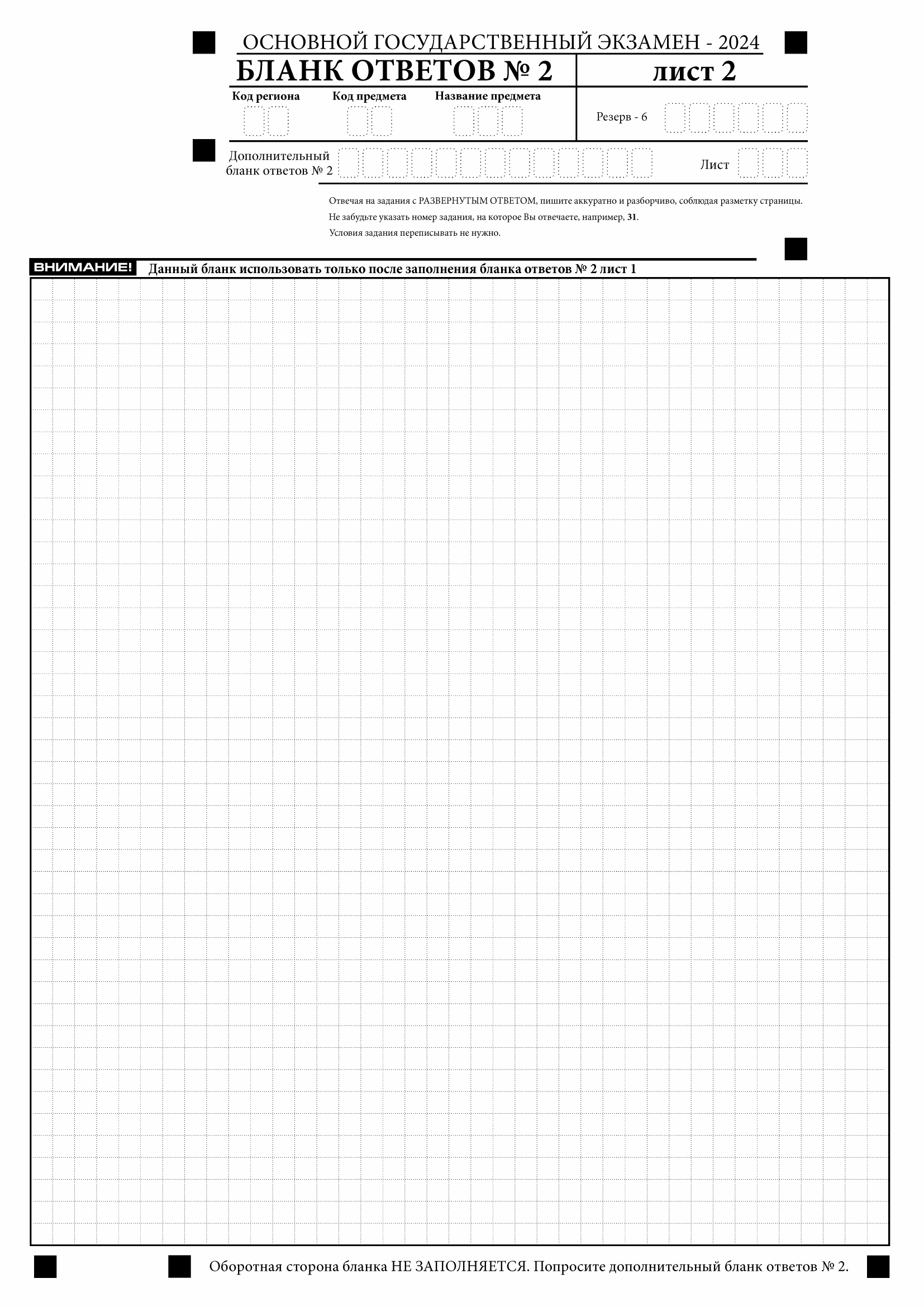
Hoja de Respuestas N.º 2, Página 2
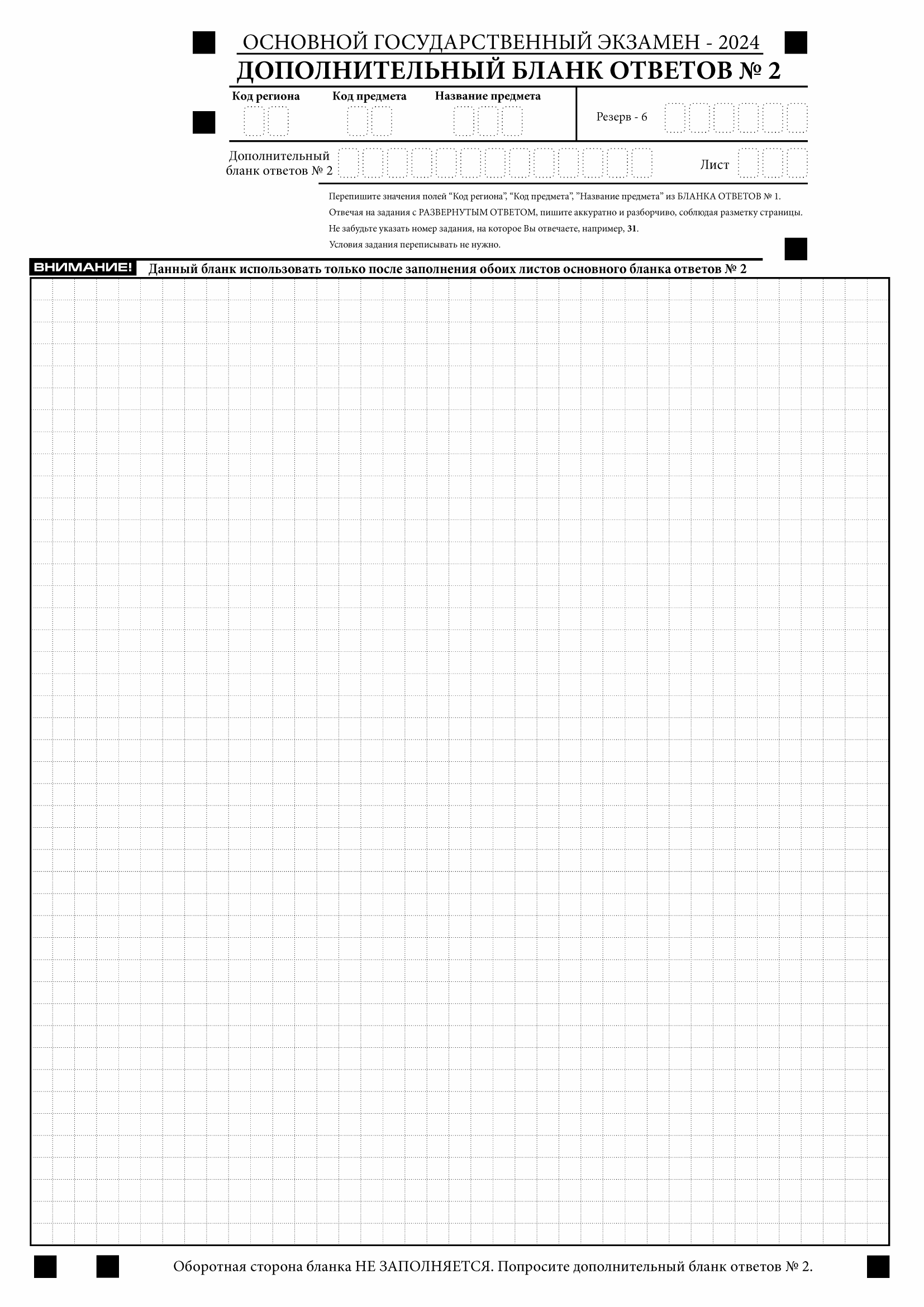
Hoja de Respuestas Adicional N.º 2

## Periodos y Fechas de Examen
El Examen Estatal Básico (OGE) se realiza anualmente según un decreto oficial del Ministerio de Educación y Rosobrnadzor. Este decreto especifica las fechas de examen, los materiales permitidos y las reglas.

### Inscripción
Los estudiantes deben presentar su solicitud para participar en el Examen Estatal Básico (OGE) antes del 1 de marzo, indicando las fechas previstas para el examen.

### Periodos de Examen
1. Período Anticipado: Para estudiantes que, por razones válidas y documentadas (como procedimientos médicos o competencias deportivas), no pueden asistir al periodo principal. Este periodo comienza no antes del 20 de abril.
2. Período Principal: La fase principal de exámenes, realizada de mayo a junio, en la que participa la mayoría de los estudiantes.
3. Período Adicional: Diseñado para estudiantes que:
  - No presentaron el examen por razones válidas (por ejemplo, enfermedad).
  - Obtuvieron resultados insatisfactorios en hasta dos asignaturas.
  - No pudieron completar el examen debido a emergencias (por ejemplo, hojas de respuestas dañadas).

Se programan días de reserva después de cada periodo para acomodar a los estudiantes con razones legítimas para faltar a las fechas originales.
A continuación se muestra el calendario específico para el periodo de exámenes de 2025.
| Período            | Fechas (2025)                      | Participantes elegibles                                                                                |
| ------------------ | ---------------------------------- | --- |
| Periodo Anticipado | 23 de abril – 18 de mayo           | Estudiantes con razones válidas para la realización anticipada, como médicas, eventos deportivos, etc. |
| Periodo Principal  | 21 de mayo – 2 de julio            | Todos los estudiantes elegibles                                                                        |
| Período Adicional  | 3 de septiembre – 24 de septiembre | Estudiantes que perdieron el examen o recibieron resultados insatisfactorios en hasta dos asignaturas  |

| Sujeto              | Periodo Principal                    | Periodo Anticipado | Período Adicional |
| ------------------- | ------------------------------------ | ------------------ | ----------------- |
| Matemáticas         | 6 de junio                           | 23 de abril        | 3 de septiembre   |
| Lengua Rusa         | 3 de junio                           | 26 de abril        | 6 de septiembre   |
| Informática         | 27 de mayo, 10 de junio, 14 de junio | 3 de mayo          | 13 de septiembre  |
| Literatura          | 14 de junio                          | 3 de mayo          | 13 de septiembre  |
| Estudios sociales   | 27 de mayo, 10 de junio              | 3 de mayo          | 13 de septiembre  |
| Química             | 27 de mayo, 30 de mayo               | 3 de mayo          | 13 de septiembre  |
| Biología            | 27 de mayo, 14 de junio              | 7 de mayo          | 10 de septiembre  |
| Geografía           | 30 de mayo, 10 de junio              | 7 de mayo          | 10 de septiembre  |
| Idiomas extranjeros | 21 de mayo, 22 de mayo               | 7 de mayo          | 13 de septiembre  |
| Historia            | 30 de mayo                           | 7 de mayo          | 10 de septiembre  |
| Física              | 30 de mayo, 14 de junio              | 7 de mayo          | 10 de septiembre  |

## Introducción del OGE
Se han llevado a cabo experimentos sobre la introducción de la GIA en lengua rusa y matemáticas en varias regiones de Rusia desde 2002. Actualmente, este sistema se utiliza en todo el país. 

## Impacto en la Calificación Final
Si la calificación anual de un estudiante en una asignatura, basada en sus evaluaciones trimestrales, difiere de la calificación del examen, la calificación final registrada en el certificado es la media aritmética de ambas, redondeada al número entero superior más cercano. 
Por ejemplo:
- Si un estudiante tiene una calificación anual de 5 en Historia pero obtiene un 3 en el examen, la calificación final será 4.
- Si la calificación anual es 3 y la del examen es 5, la calificación final será 4
- Si la calificación anual es 4 y el examen es 5, la calificación final será 5.
- Si la calificación anual es 5 y el examen es 4, la calificación final seguirá siendo 5, pues la media aritmética de 4.5 se redondea a 5

- Si la calificación anual es 4 y el examen es 3, la calificación final será 4.
- Si la calificación anual es 3 y el examen es 4, la calificación final seguirá siendo 4.

Para Matemáticas en 9.º grado, la calificación final se determina por el promedio de las calificaciones en “Álgebra”, “Geometría” y “Probabilidad y Estadística”, junto con la calificación del examen.

## Incidentes
El 27 de mayo de 2024, los estudiantes de 9.º grado en Nizni Nóvgorod no pudieron presentar el Examen Estatal Básico (OGE) debido a una falla técnica en el sistema de software. Los exámenes de Informática, Biología, Química, Física y Estudios Sociales fueron reprogramados para un día de respaldo, y los estudiantes tuvieron que esperar fuera durante más de tres horas. Se inició una investigación sobre el cumplimiento de la legislación educativa.